# Matthew Duncan
 Matthew Dominic Fletcher Duncan, né le 29 août 1959 à Glasgow, est un joueur de rugby à XV qui joue avec l'équipe d'Écosse, évoluant au poste de trois quart aile.

## Biographie
Matthew Duncan dispute son premier test match le 18 janvier 1986 contre l'équipe de France. Il dispute son dernier test match le 21 janvier 1989 contre l'équipe du pays de Galles.
Duncan a participé à la coupe du monde de 1987 (4 matchs joués).

## Palmarès
- 18 sélections
- 7 essais, 28 points
- Sélections par années : 4 en 1986, 8 en 1987, 5 en 1988, 1 en 1989
- Tournois des Cinq Nations disputés : 1986, 1987, 1988, 1989